# 언양시외버스터미널
언양시외버스터미널은 울산광역시 울주군 언양읍 헌양길 7 (남부리)에 위치한 버스 터미널이다. 울주군 서부 1읍 5면지역 교통의 중심지 역할을 하고있다.

## 역사
언양시외버스터미널은 일제강점기부터 동부리 188번지(구 언양초등학교 정문 앞)에 있었던 시외버스 정류장과, 간주마당(남부2리에 있었던 옛 싸전)에 있었던 울산시의 시내버스업체인 경진여객과 울산여객이 운영하던 시외버스 정류장으로 나뉘어 있었던 것을 1980년 9월에 두 정류장을 통합하여 현 위치로 이전하였다. 뒤에 대우여객이 설립되면서 울산 시내버스 업체는 언양터미널에서 철수했다.
1995년 1월 1일에 울산시·울산군(울주군)과 경주시·경주군(월성군)이 통합하면서 대우여객의 모든 노선과 울산~언양(~석남사)노선이 울산시내버스로, 언양~산내노선이 경주시내버스로 전환되고, 1995년 8월 4일에는 언양~부산 완행노선 등이 양산시내버스로 전환되었다. 2002년 3월 5일에 대우여객이 언양터미널에서 철수하고 노선들의 기점을 메가마트 언양점으로 이전하면서 울산광역시 면허의 일반시내버스는 언양터미널로 진입하지 않는다.
시설이 노후화되고 부지가 협소한 데다, 언양읍 시가지 중심부에 위치하여 주변 개발의 걸림돌이 되고, 국도 제35호선(반구대로)의 교통흐름을 방해하는 등의 문제점으로 인해 터미널 이전이 추진되고 있으며, 2016년 1월 21일 터미널 이전 부지로 언양읍 동부리 42-1의 옛 한국도로공사 영남지사 부지를 매입하였다.
그러나 터미널을 운영하는 (주)가현산업개발이 막대한 적자 및 경영난으로 2017년 11월 1일 부로 운영면허를 내려놓으면서 시가지 중심부에 있던 터미널은 문을 닫고, 언양공영주차장에 현재 임시버스터미널을 지어 운영 중이다. 이에 따라, 시외버스만 임시버스터미널 내에 정차하고, 울산좌석버스는 임시버스터미널 내에 진입하지 않는다.

## 운행 노선

### 시외버스
시외버스는 인접한 영남권 노선만 운행하고 있다.
- 과거 언양~양산~김해~오산~수원~안산노선이 있었지만 KTX 울산역의 개통으로 수요가 급감하여 2012년 12월 1일 양산~안산으로 단축되면서 운행 중단되었다.
- 2017년 11월 1일 임시터미널로 이전하면서 동서울행 노선이 양산으로 단축되면서 운행 중단되었다.
- 2018년 7월 2일 서울남부행도 운행 중단되면서 수도권으로 운행하던 시외버스 노선은 모두 폐지되었다.[4]

| 운행 노선           | 운행업체   | 운행구간 | 운행구간 | 운행구간     | 경유지                                                                                                   | 배차 간격 | 시간표                                      |
| ------------------- | ---------- | -------- | -------- | ------------ | --- | --------- | ------------------------------------------- |
| 언양 ↔ 경산         | 경산버스   | 언양     | ↔        | 경산         | 운문령(경북도계), 운문산자연휴양림, 삼계리, 통점, 신원, 운문사, 소진, 대천, 동곡, 김전, 소천, 용성, 자인 | 4회       | 09:10, 13:00, 15:40, 18:50                  |
| 언양 ↔ 김해         | 금아여행   | 언양     | ↔        | 김해         | 무정차                                                                                                   | 60~70     | 첫차:08:45(언양 기준) 막차:21:15(언양 기준) |
| 언양 ↔ 부산(노포동) | 푸른교통   | 언양     | ↔        | 부산(노포동) | 통도사                                                                                                   | 20~30     | 첫차:06:20(언양 기준) 막차:22:00(언양 기준) |
| 언양 ↔ 포항         | 금아여행   | 언양     | ↔        | 포항         | 경주 | 50~70     | 첫차:08:00(언양 기준) 막차:21:30(언양 기준) |
| 언양 ↔ 해운대       | 해운대고속 | 언양     | ↔        | 해운대       | 통도사, 양산                                                                                             | 3회       | 10:30, 15:00, 19:50                         |
| 언양 ↔ 창원         | 금아여행   | 언양     | ↔        | 창원         | 양산 | 5회       | 09:05, 12:15, 15:45, 18:45, 21:55           |

그외 밀양 등지로 가는 노선이 울산방면에 한해 구.언양터미널쪽에서 하차만 가능하다. 밀양쪽으로 가려면 석남사에서 밀양행 시외버스를 이용해야한다.

### 시내버스
시간표는 평일기준이며 터미널 안쪽으로 진입하는 노선들만 서술한다.
| 운행 노선 | 운행업체   | 운행구간 | 운행구간 | 운행구간           | 경유지                                       | 배차 간격 | 시간표                            |
| --------- | ---------- | -------- | -------- | ------------------ | -------------------------------------------- | --------- | --------------------------------- |
| 경주 355  | 새천년미소 | 언양     | ↔        | 산내정류소, 경주역 | 상북면사무소, 궁근정, 대현, 산내정류소, 건천 | 3회       | 첫차:10:40 2번째:14:00 막차:18:40 |

그외 터미널 바깥 정류장에서 각종 시내버스 노선들이 운행한다.